# Johannes Storck

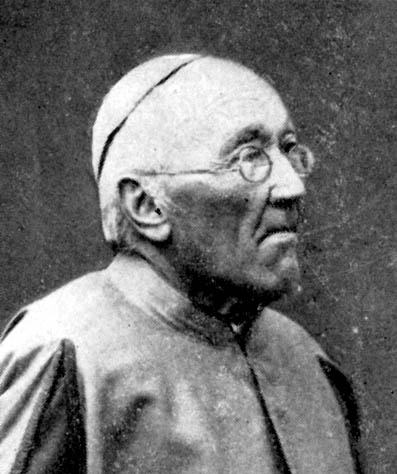
Johannes Storck, Bild etwa 1910

Johannes Storck (* 14. September 1829 in Hermersberg; † 3. April 1914 in Fischbach bei Dahn)
war ein bedeutender Priester des 19. Jahrhunderts im Bistum Speyer. Er wirkte 44 Jahre als katholischer Pfarrer und Dekan in Bellheim, war beteiligt an der Gründung der kirchlichen Zeitung Die Rheinpfalz 1868 sowie der kleineren Zeitungen Pfälzer Volksbote (1887) und Der Rheinpfälzer (1908). Storck wurde vom Papst zum Päpstlichen Hausprälaten erhoben. Der Prälat war aufgrund einer größeren Erbschaft sowie einer Nebentätigkeit als Händler von Wertpapieren in der Lage, für viele kirchliche und soziale Zwecke bedeutende Geldsummen zu spenden.

## Leben und Wirken

### Jugend, Ausbildung und Priesterstelle in Mittelbexbach
Johannes Storck wurde am 14. September 1829 als Sohn von Peter Storck und Theresia Storck, geb. Bold, in Hermersberg in der Pfalz geboren. Im Alter von fünf Jahren wurde er von seinem gleichnamigen Onkel Johannes Storck, damals Pfarrer in Heltersberg zu sich geholt, um ihn ebenfalls auf die Ausbildung zum Priester vorzubereiten. Auf Besuch des bischöflichen Konvikts in Speyer folgte das Studium der Theologie an der Universität München. Am 14. Oktober 1854 wurde er von Bischof Nikolaus von Weis zum Priester geweiht. Danach war Storck Kaplan in Kaiserslautern und Expositus in Ludwigshafen. Dort erlernte der junge Geistliche den Umgang mit Wertpapieren wie Pfandbriefen und Obligationen. Exakt vier Jahre nach seiner Priesterweihe erhielt er seine erste Pfarrstelle in Mittelbexbach. In der Bergarbeitersiedlung initiierte Johannes Storck im Dezember 1859 die „St. Barbara – Bruderschaft für Berg- und Hüttenleute“ als zuerst rein katholischen Unterstützungsverein der Arbeiter im Kohlebergbau. Im Jahr 1868 verstarb sein Onkel und hinterließ ihm eine größere Erbschaft. Im selben Jahr unterstützte er durch Beteiligung einer Vereinsdruckerei die Gründung der Zeitung „Die Rheinpfalz“ in Speyer.

### Bellheim (1869–1913)

Grabmal von Johannes Storck in Hermersberg

Nach elf Jahren Dienst in Mittelbexbach wechselte Johannes Storck im Sommer 1869 an eine neue Pfarrstelle nach Bellheim, wo er 1870 zum Dekan des Landkapitels Germersheim aufstieg. Zu der Renovierung der Kirche, bei der gleichzeitig der Turm erhöht wurde, spendete er aus eigenen Mitteln die neue Glocke. Die steigende Zahl der Gemeindemitglieder erforderte auch die Einrichtung einer Kaplansstelle. 1877–1878 ließ Storck aus seinen Privatmitteln das „St. Josefs-Stift“ errichten, das von der gleichnamigen, 1875 gegründeten Stiftung verwaltet wurde. In dem neuen Gebäude wurden gleichzeitig ein Kindergarten, die Arbeitsschule, das Waisenhaus sowie eine Station der Mallersdorfer Schwestern untergebracht.
Später richtete er die „Storckerei“ ein, sechs Arbeiterhäuser mit 18 Wohnungen, die für Jungverheiratete günstigen Wohnraum anboten. Im Jahr 1887 gründete Storck den „Priesterunterstützungsverein“ des Bistums Speyer, der nicht mehr dienstfähige und alte Pfarrer unterstützte, wobei er selbst 10.000 Mark spendete. Der Verein finanzierte sich durch einen geringen jährlichen Rentenbeitrag. Vier Jahre später rief er den ähnlichen „Katholischen Arbeiter- und Unterstützungsverein“ ins Leben. In Landau half Prälat Storck 1890 bei der Geburt der „Landauer Zeitung“. Für den Kapuzinerorden spendete er um 1900 eine so große Summe, dass 1902 ein Klosterneubau in St. Ingbert begonnen werden konnte. Auch für den Neubau einer Kirche in seiner Heimatgemeinde Hermersberg 1903 leistete Storck einen Beitrag. Bei der Gründung einer weiteren Landauer Zeitung, dem „Rheinpfälzer“, half er 1908 mit und trat 1913 – 85-jährig – in den Ruhestand.

### Tod und Ehrungen
Die letzten Lebensmonate verbrachte Storck bei seinem Neffen in Fischbach bei Dahn, wo er am 3. April 1914 verstarb. Er wurde in seinem Geburtsort Hermersberg beigesetzt.
Für sein Wirken – auch im sozialen Bereich – erhielt der Prälat das Ehrenkreuz „Pro Ecclesia et Pontifice“ sowie das Ehrenkreuz des bayerischen Ludwigsordens. In der Gemeinde Bellheim ist die Prälat-Storck-Straße nach ihrem Ehrenbürger Johannes Storck benannt.